# Iggy Azalea
Amethyst Amelia Kelly (Sydney, 7 juni 1990), beter bekend onder haar artiestennaam Iggy Azalea, is een Australisch rapper. Ze verkreeg wereldwijde bekendheid dankzij haar single Fancy, een samenwerking met Charli XCX die in de zomer van 2014 op de eerste plaats in de Amerikaanse Billboard Hot 100 stond.

## Biografie

### Carrière
Azalea werd voor het eerst bekend nadat haar nummers Pu$$y en Two times in 2011 vaak werden bekeken op YouTube. Op 27 september 2011 bracht ze haar eerste mixtape uit: Ignorant art. Op 30 juli 2012 verscheen haar eerste ep, getiteld Glory.
In april 2014 kwam haar eerste studioalbum The new classic uit. De singles Problem (met Ariana Grande) en Black widow (met Rita Ora) werden internationaal grote hits. Op 21 november 2014 verscheen een heruitgave van The new classic, genaamd Reclassified. Deze uitgave bevat vijf nieuwe liedjes, waaronder Iggy SZN dat uitgebracht werd als promosingle.
Azalea verzorgde in 2015 een gastoptreden in Fast & Furious 7. In de zomer van 2016 zou haar tweede album Digital disortion uitkomen, maar deze release werd opgeschort. Twee maanden later plaatste ze een buzz track genaamd Azillion op haar SoundCloud-profiel. Het was de bedoeling dat er een video zou komen voor dit nummer, maar door de tegenvallende reacties op de video werd dit plan afgeblazen.
In 2018 bracht Azalea twee singles uit, Kream en Tokyo Snow Trip, later gevolgd door haar ep Survive The Summer.
In december 2018 begon Azalea met het promoten van haar tweede studioalbum, In My Defense, door middel van haar eerste single Sally Walker. De single kwam uit in 2019, gevolgd door de tweede single Started. Later bracht Azalea nog een zogenaamde buzz track uit, Just Wanna, samen met de pre-order van haar tweede album In My Defense.
De rapper kreeg in 2020 een zoon met rapper Playboi Carti.

## Discografie

### Albums
- Ignorant Art, 27 september 2011 (mixtape)
- Glory, 30 juli 2012 (ep)
- TrapGold, 11 oktober 2012 (mixtape)
- Change Your Life EP, 8 oktober 2013 (ep)
- iTunes Festival: London 2013, 25 oktober 2013 (live-ep)
- The New Classic, 21 april 2014 (studioalbum)
- Reclassified, 24 november 2014 (Heruitgave)
- 4 My Ratz, 2017 (ep)
- Survive the Summer, 2018 (ep)
- In My Defense, 19 juli 2019 (studioalbum)

| Album met eventuele hitnotering(en) in de Nederlandse Album Top 100 | Datum van verschijnen | Datum van binnenkomst | Hoogste positie | Aantal weken | Opmerkingen |
| ------------------------------------------------------------------- | --------------------- | --------------------- | --------------- | ------------ | ----------- |
| The new classic                                                     | 18-04-2014            | 03-05-2014            | 58              | 1            |             |

| Album met hitnotering(en) in de Vlaamse Ultratop 200 albums | Datum van verschijnen | Datum van binnenkomst | Hoogste positie | Aantal weken | Opmerkingen |
| ----------------------------------------------------------- | --------------------- | --------------------- | --------------- | ------------ | ----------- |
| The new classic                                             | 18-04-2014            | 10-05-2014            | 48              | 18           |             |

### Singles
| Single met eventuele hitnotering(en) in de Nederlandse Top 40 | Datum van verschijnen | Datum van binnenkomst | Hoogste positie | Aantal weken | Opmerkingen                                              |
| ------------------------------------------------------------- | --------------------- | --------------------- | --------------- | ------------ | -------------------------------------------------------- |
| Beat down                                                     | 2012                  | 06-10-2012            | tip10           | -            | met Steve Aoki & Angger Dimas / Nr. 59 in Single Top 100 |
| Problem                                                       | 2014                  | 17-05-2014            | 5               | 22           | met Ariana Grande / Nr. 10 in de Single Top 100          |
| Fancy                                                         | 2014                  | 05-07-2014            | 27              | 8            | met Charli XCX / Nr. 29 in de Single Top 100             |
| Black widow                                                   | 2014                  | 20-09-2014            | 13              | 14           | met Rita Ora / Nr. 13 in de Single Top 100 / Alarmschijf |
| Kream                                                         | 2018                  | 06-07-2018            | tip             | -            | met Tyga                                                 |
| Tokyo Snow Trip                                               | 2018                  | 06-07-2018            | tip             | -            |                                                          |
| Sally Walker                                                  | 2019                  | 15-03-2019            | tip             | -            |                                                          |
| Started                                                       | 2019                  | 03-05-2019            | tip             | -            |                                                          |

| Single met hitnotering(en) in de Vlaamse Ultratop 50 | Datum van verschijnen | Datum van binnenkomst | Hoogste positie | Aantal weken | Opmerkingen                                |
| ---------------------------------------------------- | --------------------- | --------------------- | --------------- | ------------ | ------------------------------------------ |
| Beat down                                            | 2012                  | 22-09-2012            | tip59           | -            | met Steve Aoki & Angger Dimas              |
| Work                                                 | 2013                  | 01-06-2013            | tip11           | -            |                                            |
| Bounce                                               | 2013                  | 27-07-2013            | tip44           | -            |                                            |
| Change your life                                     | 2013                  | 02-11-2013            | tip56           | -            | met T.I.                                   |
| Fancy                                                | 2014                  | 12-04-2014            | tip9            | -            | met Charli XCX                             |
| Problem                                              | 2014                  | 10-05-2014            | 15              | 21           | met Ariana Grande                          |
| No mediocre                                          | 2014                  | 19-07-2014            | tip19           | -            | met T.I.                                   |
| Black widow                                          | 2014                  | 06-09-2014            | 12              | 20           | met Rita Ora / Nr. 12 in de Radio 2 Top 30 |
| Booty                                                | 2014                  | 11-10-2014            | 33              | 3            | met Jennifer Lopez                         |
| Beg for it                                           | 2014                  | 06-12-2014            | tip9            | -            | met MØ                                     |
| Trouble                                              | 2014                  | 07-03-2015            | tip14           | -            | met Jennifer Hudson                        |
| Go hard or go home                                   | 2015                  | 18-04-2015            | tip65           | -            | met Wiz Khalifa                            |
| Pretty girls                                         | 2015                  | 09-05-2015            | tip1            | -            | met Britney Spears                         |
| Team                                                 | 2016                  | 09-04-2016            | tip             | -            |                                            |
| Mo bounce                                            | 2017                  | 22-04-2017            | tip             | -            |                                            |
| Switch                                               | 2017                  | 17-06-2017            | tip             | -            | met Anitta                                 |
| Savior                                               | 2018                  | 17-02-2018            | tip             | -            | met Quavo                                  |
| Kream                                                | 2018                  | 06-07-2018            | tip             | -            | met Tyga                                   |
| Tokyo Snow Trip                                      | 2018                  | 06-07-2018            | tip             | -            |                                            |
| Sally Walker                                         | 2019                  | 15-03-2019            | tip             | -            |                                            |
| Started                                              | 2019                  | 03-05-2019            | tip             | -            |                                            |

### Tournees
- The New Classic Tour (2014)